# Frederik Lodewijk van Hohenzollern-Hechingen
Frederik Lodewijk van Hohenzollern-Hechingen (Straatsburg, 1 september 1688 - Hechingen, 4 juni 1750) was van 1730 tot aan zijn dood vorst van Hohenzollern-Hechingen. Hij behoorde tot het huis Hohenzollern.

## Levensloop
Frederik Lodewijk was de zoon van vorst Frederik Willem van Hohenzollern-Hechingen en diens eerste echtgenote Maria Leopoldina Ludovica, dochter van graaf Georg Ludwig von Sinzendorf. Hij bracht zijn jeugd door in het renaissancekasteel van zijn ouders in Hechingen. Na zijn militaire opleiding werd Frederik Lodewijk een gepassioneerd jager en soldaat. Hij was keizerlijk veldmaarschalk en opperbevelhebber van het Oostenrijkse leger in de Opper-Rijn, hij vocht onder prins Eugenius van Savoye in de Oostenrijks-Turkse Oorlog van 1716-1718 en hij streed tegen Hongaarse rebellen.
In 1730 trad zijn vader af als vorst van Hohenzollern-Hechingen, waarna Frederik Lodewijk de regeringsverantwoordelijkheden overnam. Zijn jachtpassie dreef hem ertoe om een jachtslot met bijhorende zomerresidentie te bouwen, ondanks de slechte financiële situatie waarin het vorstendom Hohenzollern-Hechingen verzeild zat. Tussen 1739 en 1741 liet hij het architecturaal voortreffelijke kasteel Lindau bouwen, drie kilometers ten westen van de stad Hechingen. Bovendien bouwde hij het jachtslot Friedrichstal ten zuidwesten van Boll. Deze bouwprojecten verergerden echter de financiële situatie van zijn vorstendom en leidden tot confrontaties met zijn onderdanen. 
In juni 1750 stierf hij op 61-jarige leeftijd in het kasteel van Lindau, ongehuwd en kinderloos. Hierdoor werd hij als vorst van Hohenzollern-Hechingen opgevolgd door zijn neef Jozef Frederik Willem. 